# 馬蒂蘭加烏帕齊拉
馬蒂蘭加乌帕齐拉是孟加拉国科格拉焦里縣的一个乌帕齐拉，位於吉大港专区的科格拉焦里縣。。

## 人口
據1991年孟加拉國人口普查，馬蒂蘭加共有戶數14,948戶，人口71949人。其中男性佔比52.38%，女性佔比47.62%；成年人口35,896人。該地7歲以上人口之平均識字率為24.1%，低於全國平均值（32.4%）。